# Valentina, ragazza in calore
Valentina, ragazza in calore è un film pornografico italiano del 1981 diretto da Raniero Di Giovanbattista con lo pseudonimo Jonas Rainer.

## Trama
Valentina, una ragazza che in amore non sa dire di no, viene sorpresa da un podista mentre nel bosco è impegnata in un rapporto sessuale con un ragazzo. Giunta a Roma in cerca di fortuna e di avventure, incontra dapprima un pittore, con cui ha una breve storia, poi una lesbica, che le fa conoscere l'amore saffico. 
Ritrova quindi il podista e ne conosce anche la moglie, avendo rapporti con entrambi, ma alla fine preferisce restare libera.

## Produzione
Da una dichiarazione concessa dal regista e riportata nel libro Luce rossa (Iacobelli, 2024),  il film prese vita da un copione di Guido Zurli chiamato Jolly: pellicola che non doveva essere pornografica. Non potendolo produrre personalmente, lo sceneggiatore rinunciò alla lavorazione non essendo interessato alla pornografia (e non gradendo la protagonista). Sempre secondo testimonianze riportate nel saggio di Franco Grattarola e Andrea Napoli, il film con buona probabilità venne diretto dal direttore della fotografia Alfredo Lupo. 
Il lungometraggio venne girato col titolo Dalla campagna alla città. Questa usanza di girare film porno con titoli 'normali' era una pratica abbastanza diffusa all'epoca.

## Critica e accoglienza
Alla trama di scarsa consistenza si aggiunge una produzione a basso costo, con largo uso di zoom per le scene in esterni, escamotage adottato per non assumere comparse. Il film sarebbe passato inosservato, se non fosse stato per la reazione degli abitanti di Ovada, dove viveva la famiglia Pozzi. Nel marzo del 1982 una sala del paese proiettò il film e, poiché la famiglia era conosciuta, saputo della presenza della giovane Moana, si verificò il tutto esaurito e furono anche organizzate comitive per andare a vedere il film.
La Pozzi nel frattempo stava conducendo una trasmissione per bambini su Rai 2 dal titolo Tip Tap Club. Le inevitabili polemiche la spinsero inizialmente ad affermare che nelle scene erotiche era stata impiegata una controfigura (era comunque accreditata con il nome d'arte di Linda Heveret), ma poi fu costretta ad ammettere la verità, promettendo che non avrebbe più girato film pornografici. Venne sostituita nel programma da Roberta Giusti e Moana Pozzi continuò la carriera sia in televisione sia nel cinema pornografico.
Il caso le procurò una notevole pubblicità, come lei stessa ricorda nella sua autobiografia, e le dimostrò che il mondo del porno poteva essere una scorciatoia verso la celebrità che inseguiva tanto ostinatamente.